# U-571 (film)
U-571 is een Amerikaanse film uit 2000 onder regie van Jonathan Mostow en met Matthew McConaughey in de hoofdrol. U-571 gaat over een Amerikaanse duikbootbemanning die tijdens de Tweede Wereldoorlog de Duitse onderzeeër U-571 moet infiltreren om diens Enigma-machine te bemachtigen. Het verkrijgen van deze machine was cruciaal voor de geallieerden tijdens de strijd op zee tijdens de Tweede Wereldoorlog. De film kreeg negatieve kritieken om zijn historische inaccuraatheid. Jon Johnson kreeg wel een Academy Award voor zijn geluidsmontage en de film was ook genomineerd voor beste geluid.

## Verhaal
Tijdens WOII brengt de Duitse onderzeeboot U-571 een Brits vrachtschip tot zinken met een torpedo. Hierna wordt de bemanning echter opgejaagd door een
torpedobootjager die op hen afkomt. De U-571 duikt onder en houdt zich stil terwijl de torpedobootjager de duikboot bestookt met dieptebommen.
Een dieptebom veroorzaakt een enorme vuurzee in de machinekamer waarbij al het machinekamerpersoneel omkomt. De U-571 weet aan de oppervlakte te komen. Zonder motoren en geen monteurs meer besluit de kapitein m.b.v. de Enigma-machine hulp in te roepen.
De bemanning van de US Navy-onderzeeër S-33 krijgt een belangrijke speciale opdracht toegewezen. De inlichtingendiensten zijn te weten gekomen dat een reparatieduikboot onderweg is naar een beschadigde Duitse U-boot. De S-33 moet zich voordoen als de reparatieduikboot, zo infiltreren, de bemanning overmeesteren en aldoende de Enigma-machine van de U-571 buitmaken en ten slotte de Duitse duikboot vernietigen.
Als de S-33 de U-571 bereikt worden twee rubberboten uitgestuurd. De bemanning is gekleed in Duitse uniformen en de Duitssprekende matroos Wentz moet de communicatie met de Duitsers voeren. Die merken de valstrik vroeger dan verwacht op en er ontstaat een vuurgevecht. Hierbij komt een groot deel van de Duitse bemanning om. In de U-boot worden de Enigma-machine, de bijhorende codeboeken en een groep Duitse matrozen gevonden. Die laatsten worden als krijgsgevangenen naar de S-33 overgebracht. Ten slotte wordt een springlading ontstoken en wordt de rubberboot in gereedheid gebracht om terug naar de S-33 te keren.
Dan arriveert echter de echte Duitse reparatie-onderzeeër en die torpedeert de S-33. De bemanning die zich nog op de U-571 bevindt, redt de Enigma-machine uit de rubberboot, de-activeert de springlading en duikt met de U-boot onder water. Met de hulp van Wentz zoeken ze uit hoe alles aan boord werkt en uiteindelijk slagen ze erin de vijandelijke onderzeeër te torpederen. Hierop gaan ze terug naar de oppervlakte om de bemanning van de S-33 te redden. Ze kunnen er twee uit het water halen: de scheepskok en de kapitein van de U-571 die zich voordoet als elektricien.
Ze slagen er vervolgens in een van de dieselmotoren te repareren en ze besluiten met de U-boot naar Engeland te varen. Onderweg worden ze gespot door een Duits vliegtuig dat op verkenning is voor een Duitse torpedobootjager. Op die boot denkt men dat het om kameraden gaat en wordt een sloep uitgezet. Vlak voor die aankomt vuurt de U-571 een granaat af op de radiokamer van de Duitsers. Hierdoor kunnen die geen alarm meer slaan. Dan duikt de U-571 onder water en gaat rakelings onder de kiel van de torpedobootjager door. Die komt hen achterna en begint dieptebommen op hen af te werpen.
Officier Tyler bedenkt hierop een list. Hij duikt naar een grotere diepte dan de duikboot in theorie aan kan en ontsnapt zo aan de dieptebommen die hoger afgaan. Dan stuurt hij een hoop rommel en een lijk langs een torpedobuis naar buiten. Boven water denken de Duitsers dat ze de onderzeeër vernietigd hebben en ze stoppen. De U-571 komt dan steil naar boven en komt pal voor de torpedobootjager te liggen. Dan vuren ze hun laatste torpedo af die het schip vernietigt. De U-boot raakte in het hele gevecht echter zodanig beschadigd dat hij op zinken staat. De bemanning stapt over in een reddingsboot en ze worden die avond gespot door een vliegtuig van de Amerikaanse marineluchtmacht.

## Rolverdeling
| Acteur              | Personage        | Opmerkingen                             |
| ------------------- | ---------------- | --------------------------------------- |
| Matthew McConaughey | Andrew Tyler     | luitenant                               |
| Bill Paxton         | Mike Dahlgren    | commandant                              |
| Harvey Keitel       | Henry Klough     | onderofficier                           |
| Jon Bon Jovi        | Pete Emmett      | hoofdingenieur                          |
| David Keith         | Matthew Coonan   | majoor van de marine-inlichtingendienst |
| Thomas Kretschmann  | Gunther Wassner  | Duitse kapitein                         |
| Jake Weber          | luitenant Hirsch | United States Navy Reserve              |
| Jack Noseworthy     | Bill Wentz       | matroos                                 |
| Tom Guiry           | Ted Fitzgerald   | marconist                               |
| Will Estes          | Ronald Parker    | torpedist                               |
| Terrence Carson     | Eddie Carson     | scheepskok                              |
| Erik Palladino      | Anthony Mazzola  | vliegtuigspotter                        |
| Dave Power          | Charles Clemens  | hulpmachinist                           |
| Derk Cheetwood      | Herb Griggs      | stuurman                                |
| Matthew Settle      | Keath Larson     | hoofdtorpedist                          |

## Kritieken
- De film werd los gebaseerd op de lotgevallen van de  U-110 in mei 1941. Op deze Duitse onderzeeër maakten de Britten - en niet de Amerikanen die op dat moment zelfs nog niet bij de oorlog betrokken waren - de eerste Enigma-machine op zee buit.
- De Duitse bemanning van de onderzeeboot wordt ten onrechte negatief in beeld gebracht. In werkelijkheid waren ze hulpvaardig tegenover schipbreukelingen. Dit tot het Laconia-incident in september 1942.
- Duitse bevoorradingsonderzeeërs hadden geen torpedobuizen en konden dus geen aanval inzetten.